# تشهار كشت (غوغر)
تشهار كشت (بالفارسية: چهارکشت) هي قرية تقع في إيران في قسم غوغر الريفي. يقدر عدد سكانها بـ 86 نسمة بحسب إحصاء 2016.